# Godewaersvelde
 Godewaersvelde  (en neerlandés Godewaarsvelde, en flamenco occidental Godsvelde) es una población y comuna francesa, en la región de Norte-Paso de Calais, departamento de Norte, en el distrito de Dunkerque y cantón de Steenvoorde.

## Demografía
| 1794 | 1798 | 1665 | 1713 | 1738 | 1927 |
| Para los censos de 1962 a 1999 la población legal corresponde a la población sin duplicidades (Fuente: INSEE [Consultar]) |      |      |      |      |      |